# Asociación Nacional del Ciego
La Asociación Nacional del Ciego (ANCI) surgió en 1975 y desde entonces ha encauzado el empeño estatal de Cuba por la inserción de esos individuos en la vida económica y social.
Actualmente integran sus filas unos 25.255 miembros asociados en los 169 municipios del país, donde se trabaja en la preparación de los ciegos y débiles visuales para una mayor plenitud existencial y en la educación de los demás ciudadanos para apoyarlos. De ellos, 
1039 son niños ciegos, todos escolarizados.
En la actualidad funcionan en Cuba 145 talleres especiales con trabajadores ciegos y débiles visuales en los cuales las principales líneas de producción son los tejidos en fibra plástica y vegetal, confecciones gráficas y de sogas, y tendederas, ensamblaje de flores y otras especialidades.
- Datos: Q5474008